# Leonardo Aramesco
Leonardo Aramesco, genannt Funkaruso (geboren am 27. Januar 1896 in Bukarest, Rumänien, als Poldi Avramescu; gestorben am 24. Oktober 1946 in Manhattan, New York City) war ein rumänischer Opernsänger (Tenor). Bekannt wurde Aramesco in den 1920er Jahren als Erster lyrischer Tenor der Westdeutschen Rundfunk AG. Nach der Machtergreifung der Nationalsozialisten wurde er 1933 – wie viele jüdische Künstler – entlassen und musste aus Deutschland emigrieren.

## Leben

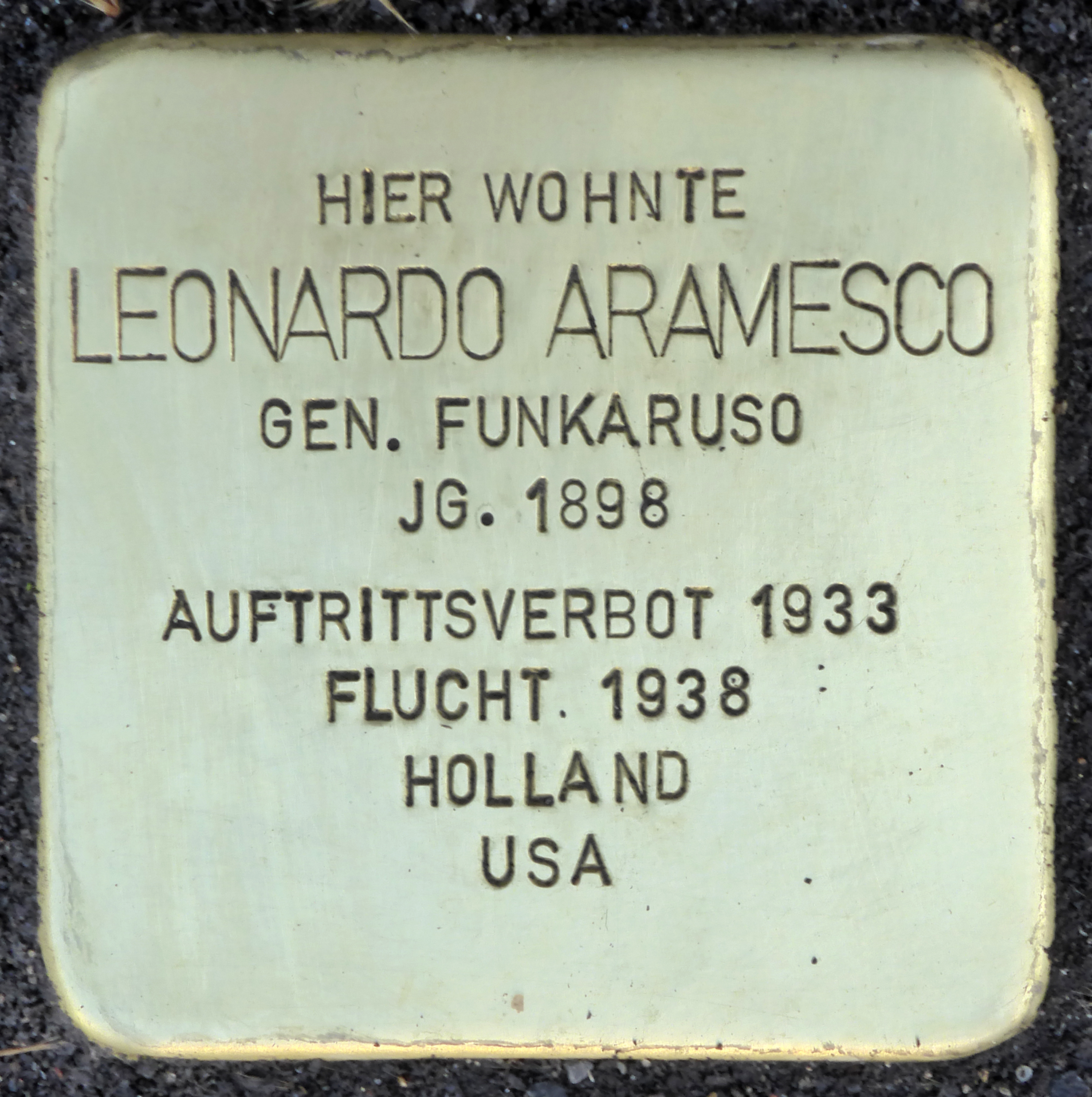
Stolperstein vor dem Wohnhaus Weißhausstraße 25, Köln-Sülz

Leonardo Aramesco wurde am 27. Januar 1896 in Bukarest als Sohn des jüdischen Kaufmanns Eugene Avramescu und dessen Ehefrau Bianka geb. Koffler geboren. Er studierte von 1920 bis 1923 bei Otto Iro und Käthe Naether-Osten in Wien Gesang. Sein erstes Engagement erhielt er 1920 an der Wiener Staatsoper.
1923 heiratete er in Dresden Annemarie Susanne Rebentisch (geb. 1904 in Plauen, Vogtland), die Ehe wurde 1941 wieder geschieden. Im selben Jahr wechselte er an die Staatsoper nach Berlin. Es folgten Engagements am Stadttheater Erfurt 1924/25 und 1926/27, am Stadttheater Bielefeld 1925/26 und am Opernhaus Essen 1926 bis 1928. In dieser Zeit begann er mit der Aufnahme von Schallplatten.
Überregional erreichte er große Bekanntheit durch seine Verpflichtung als Erster lyrischer Tenor bei der Westdeutschen Rundfunk AG (WERAG) in Köln. Hier produzierte er zahlreiche Rundfunkaufnahmen und Schallplatten. Neben Opernarien sang Aramesco auch Operettenpartien und populäre Lieder ein. Der Fotograf August Sander porträtierte Leonardo Aramesco 1928 in Köln.
Aramesco arbeitete Ende der 1920er bis Anfang der 1930er Jahre auch für Rundfunkanstalten in München, Wien, Prag, Stuttgart und Frankfurt am Main. Nach der Machtergreifung der Nationalsozialisten wurde er aufgrund seiner jüdischen Religionszugehörigkeit am 31. März 1933 vom Westdeutschen Rundfunk entlassen. Danach lebte er von gelegentlichen Auftritten und Gastspielen, u. a. in Österreich und den Niederlanden. 1935 ging er in die Schweiz, wo er am Luzerner Theater für ein Jahr ein Engagement erhielt. Das Neue Stadttheater Teplitz verpflichtete den Tenor im Sommer 1937. Sein Debüt gab er am 28. September 1937 in der Strauss-Operette Das Spitzentuch der Königin. In Teplitz übernahm er in 35 Operetten Gesangsrollen. Kurz vor dem Münchner Abkommen emigrierte Aramesco im Sommer 1938 in die Niederlande. Neben gelegentlichen Auftritten betätigte er sich in Amsterdam auch als Gesangslehrer.
1940 gelang ihm die Emigration in die Vereinigten Staaten von Amerika. Hier bestritt er seinen Lebensunterhalt durch gelegentliche Konzertauftritte. Im Alter von 50 Jahren starb Leonardo Aramesco 1946 auf einer Konzerttournee in einem New Yorker Hotel an den Folgen eines Herzinfarktes. Er war wieder verheiratet und hinterließ seine Ehefrau Joan. Seine Grabstätte befindet sich auf dem Cedar Park Cemetery in Paramus, New Jersey.
Am 18. März 2019 wurde vor dem ehemaligen Wohnhaus Weißhausstraße 25 vom Künstler Gunter Demnig ein Stolperstein zum Gedenken an Leonardo Aramesco verlegt.

## Gesangsrollen und Liedinterpretationen von Leonardo Aramesco (Auswahl)

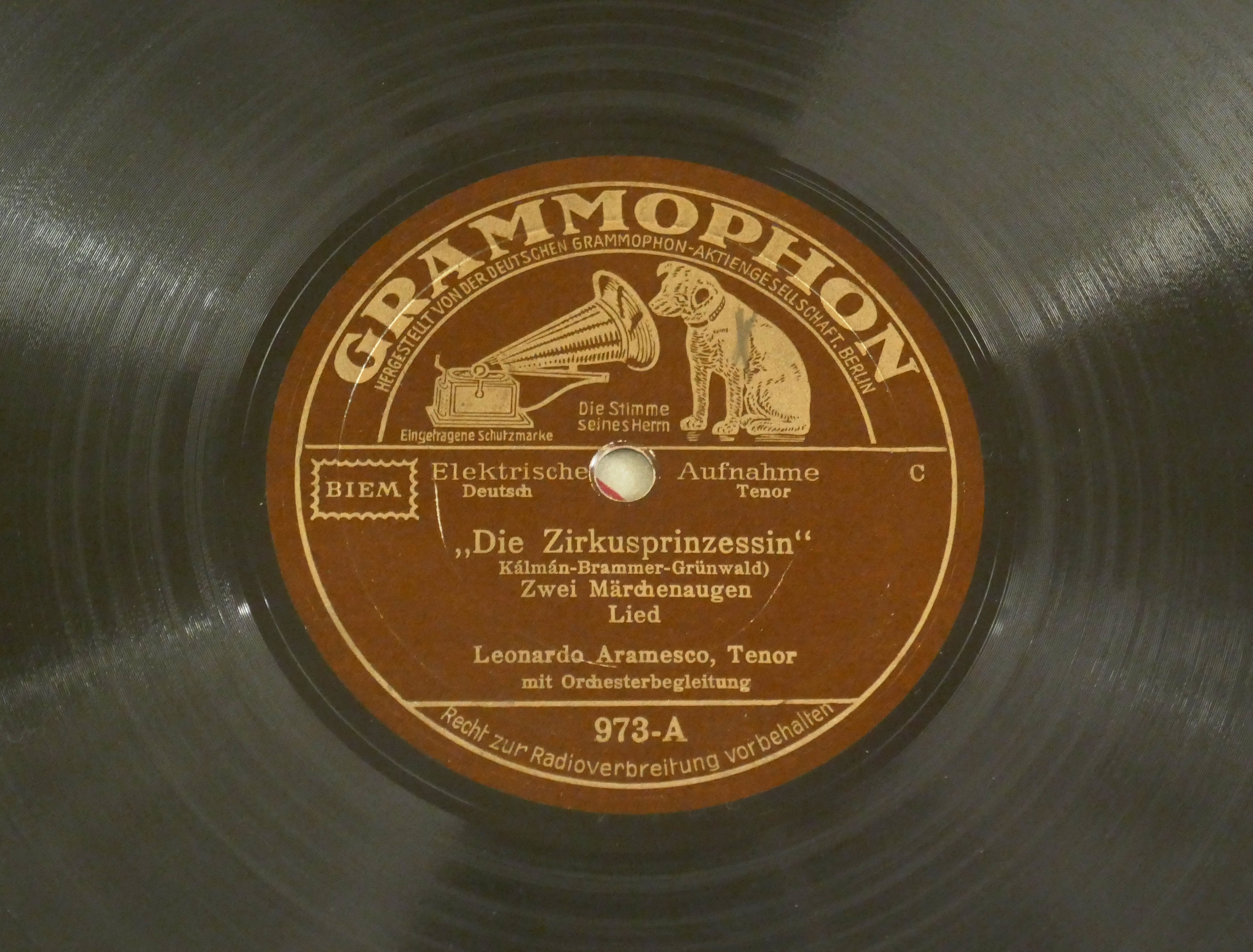
Grammophon Schallplatte – Leonardo Aramesco in Die Zirkusprinzessin

In der Presse wurde Aramesco als „zweiter Richard Tauber“ gefeiert. Zu seinen bekanntesten Gesangsrollen zählen:
- Rodolfo in La Bohème (Giacomo Puccini)
- Cavaradossi in Tosca (Giacomo Puccini)
- Don Ottavio in Don Giovanni (Wolfgang Amadeus Mozart)
- Tamino in Die Zauberflöte (Wolfgang Amadeus Mozart)
- Don José in Carmen (Georges Bizet)
- Graf Almaviva im Barbier von Sevilla (Gioachino Rossini)
- Riccardo im Un ballo in maschera (Giuseppe Verdi)
- Lohengrin im Lohengrin (Richard Wagner)

Zahlreiche von Leonardo Aramesco interpretierte Lieder und Opern- und Operettenarien wurden auf Schallplatten bei Polydor, der Deutschen Grammophon, His Master’s Voice und Electrola veröffentlicht, u. a.:
- Sah ein Knab ein Röslein stehn, Franz Lehár
- Dein ist mein ganzes Herz, Franz Lehár
- Gern hab ich die Frau’n geküßt, Franz Lehar
- Glücklich ist, wer vergißt, Johann Strauß
- Glühwürmchen-Idyll, Paul Lincke
- Ich habe den Frühling gesehen, Volkslied